# Mike Leitner
Mike Leitner (Bad Ischl, 28 de septiembre de 1962) es un expiloto de motociclismo austriaco. Tuvo su mejor temporada en 1987 cuando finalizó décimo en la categoría de 125cc.
Una vez retirado, Mike Leitner comenzó a trabajar con Dani Pedrosa en 2004, en la categoría de 250 cc, logrando dos títulos mundiales junto al español, al que también acompañó en su etapa en MotoGP desde 2006 hasta 2014 como responsable técnico. Ahora es team manager del Red Bull KTM Factory Racing MotoGP Team.

## Resultados en el Campeonato del Mundo
Sistema de puntuación desde 1969 hasta 1987:
| Posición | 1.º | 2.º | 3.º | 4.º | 5.º | 6.º | 7.º | 8.º | 9.º | 10.º |
| Puntos   | 15  | 12  | 10  | 8   | 6   | 5   | 4   | 3   | 2   | 1    |

Sistema de puntuación desde 1988 hasta 1991:
| Posición | 1.º | 2.º | 3.º | 4.º | 5.º | 6.º | 7.º | 8.º | 9.º | 10.º | 11.º | 12.º | 13.º | 14.º | 15.º |
| Puntos   | 20  | 17  | 15  | 13  | 11  | 10  | 9   | 8   | 7   | 6    | 5    | 4    | 3    | 2    | 1    |

### Carreras por año
(Carreras en negrita indica pole position; Carreras en cursiva indica vuelta rápida)
| Año  | Clase | Moto           | 1      | 2      | 3       | 4       | 5       | 6       | 7       | 8       | 9       | 10      | 11      | 12      | 13      | 14      | 15    | Pts. | Pos. |
| ---- | ----- | -------------- | ------ | ------ | ------- | ------- | ------- | ------- | ------- | ------- | ------- | ------- | ------- | ------- | ------- | ------- | ----- | ---- | ---- |
| 1984 | 125cc | Bartol         |        | NAC -  | ESP -   |         | ALE Ret | FRA -   |         | NED -   |         | GBR 14  | SWE -   | RSM 24  |         |         |       | 0    | -    |
| 1985 | 125cc | MBA            |        | ESP 8  | GER 12  | NAT Ret | AUT 18  |         | NED 15  | BEL Ret | FRA 21  | GBR 20  | SWE 18  | RSM 20  |         |         |       | 3    | 21.º |
| 1986 | 125cc | LCR/MBA/Bartol |        | ESP -  | NAC Ret | ALE 20  | AUT 22  |         | NED Ret | BEL Ret | FRA 23  | GBR -   | SWE 16  | RSM 9   | BDW 11  |         |       | 2    | 21.º |
| 1987 | 125cc | MBA Bartol     | SPA 10 | GER 11 | NAT 11  | AUT 12  |         | NED 6   | FRA 4   | GBR Ret | SWE 7   | CZE Ret | RSM 5   | POR 4   |         |         |       | 32   | 10.º |
| 1988 | 125cc | Honda/LCR/Emco |        |        | ESP Ret |         | NAT Ret | GER Ret | AUT 5   | NED Ret | BEL 24  | YUG Ret | FRA Ret | GBR 22  | SWE Ret | CZE DNQ |       | 11   | 27.º |
| 1989 | 125cc | Aprilia        | JPN 24 | AUS 24 |         | SPA 24  | NAT 26  | GER DNQ | AUT 23  |         | NED DNQ | BEL DNQ | FRA 24  | GBR 26  | SWE 12  | CZE 19  |       | 4    | 37.º |
| 1990 | 125cc | Honda          | JPN -  |        | SPA 19  | NAT Ret | GER 18  | AUT 24  | YUG Ret | NED 24  | BEL DNQ | FRA 23  | GBR Ret | SWE Ret | CZE Ret | HUN -   | AUS - | 0    | -    |